# エーミル
『エーミル』(Emil i Lönneberga) は、スウェーデンの児童文学作家アストリッド・リンドグレーンの文学作品、およびそれを原作とした1971(+1972と1973)年公開のスウェーデンの映画作品である。また、同シリーズの主人公の名前でもある。悪戯（いたずら）好きだが、根は優しい6歳の少年の話である。
日本では当初「エーミール」として紹介されたが、のち岩波書店が「エーミル」として新訳を出した。1976年7月にNHKで少年ドラマシリーズの一つとしてスウェーデン放送協会，西ドイツ・ＲＭ・プロ制作、ヤン・オールソン主演の「いたずらっ子エミール」全12話が放送された。

## 日本語訳
- 『いたずらっ子エーミール』(国際アンデルセン大賞名作全集）尾崎義 訳, ビルヨン・ベルイ 絵. 講談社, 1969
- 『エーミール物語 1 エーミールと大どろぼう』尾崎義 訳 講談社, 1972　のち講談社青い鳥文庫、講談社文庫
- 『エーミール物語 2 エーミールとねずみとり』尾崎義 訳 講談社, 1972　のち文庫、講談社青い鳥文庫
- 『エーミール物語 3 エーミールと六十ぴきのざりがに』小野寺百合子訳 講談社, 1972　のち講談社青い鳥文庫、講談社文庫
- 『エーミルと小さなイーダ』ビヨーン・ベリイ 絵, さんぺいけいこ(三瓶恵子)訳. 岩波書店, 1994.1
- 『エーミルのいたずら325番』ビヨーン・ベリイ 絵, さんぺいけいこ 訳. 岩波書店, 1994.1
- 『エーミルのクリスマス・パーティー』ビヨーン・ベリイ 絵, さんぺいけいこ 訳. 岩波書店, 1994.1
- 『エーミルはいたずらっ子』石井登志子 訳. 岩波少年文庫 2012.1
- 『エーミルの大すきな友だち』石井登志子 訳. 岩波少年文庫, 2012.12
- 『エーミルとクリスマスのごちそう』石井登志子 訳. 岩波少年文庫, 2012.6
- 『こんにちは、いたずらっ子エーミル』ビヨルン・ベリイ 絵, 石井登志子 訳. 徳間書店, 2015.11

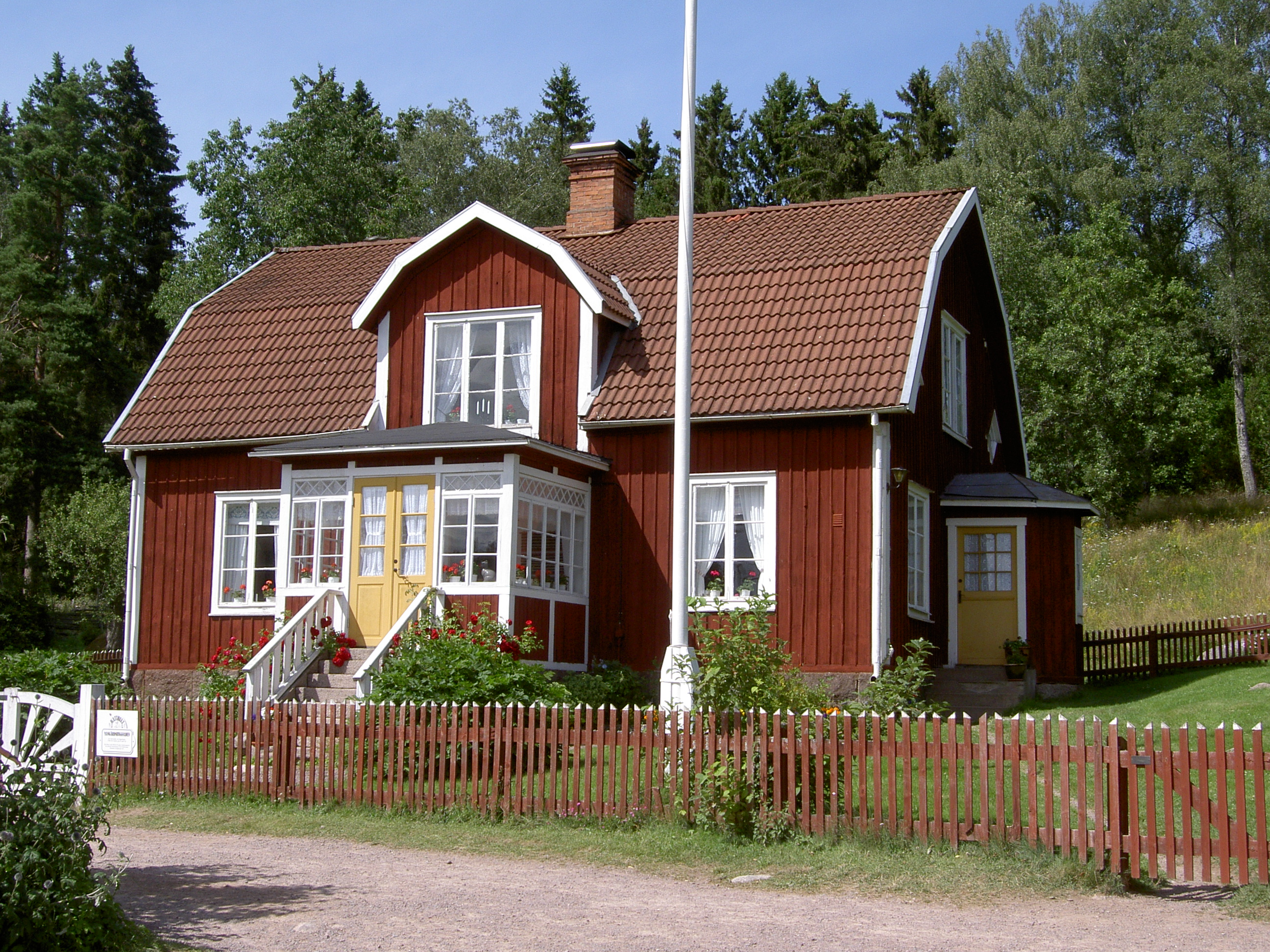
LönnebergaのKatthultの本館